# Radical Sportscars
Pour les articles homonymes, voir Radical.
Radical Sportcars est un constructeur britannique de voitures de courses de type Sport-prototypes. La marque a été créée en janvier 1997 par deux pilotes amateurs également ingénieurs, Mick Hyde et Phil Abbott, dont le but était de proposer une voiture homologuée pour la route mais pouvant également rouler sur circuit sans aucune modification.

## Concept
L'idée de départ est la suivante : un cockpit ouvert, un moteur de moto et un poids plume. La réunion de ces éléments permet aux différents modèles Radical d'afficher des performances de haut niveau pour des voitures assez bon marché.
Radical est aujourd'hui vendu partout dans le monde. Il existe plusieurs championnats dédiés nationaux et internationaux.

## Histoire
La première voiture produite par Radical est la Clubsport 1100, propulsée par un moteur de moto Kawasaki. Le succès est immédiat.
En 1999, Radical, après avoir produit assez de 1100 Clubsport, décide de créer un championnat mono-marque réservé à cette même voiture. La même année, ils commencent à vendre la Prosport. Ce nouveau modèle, disposant de moteurs plus puissants et d'un aileron arrière réglable, est plus performant.
En 2002, sort la génération suivante : la SR3, une voiture qui peut participer à des compétitions internationales grâce à son homologation FIA (classe C3).
En 2004, lancement de la SR4.
En 2006, Radical développe la Radical SR9, un prototype « Le Mans » destiné à courir dans la classe LMP2. Cette voiture roulera avec succès en Le Mans Series (LMS) et participera aux 24 Heures du Mans.
Depuis 2007, Radical propose la SR5. Ce modèle, assez proche esthétiquement de la SR3, est motorisé par un 2 L Honda VTEC (bien qu'aussi disponible avec un moteur Ford EcoBoost).

## Modèles

### Radical Prosport PR6
La Radical Prosport PR6, est l'évolution de la Prosport (qui n'est plus produite aujourd'hui). Outre des améliorations aérodynamiques, la position de conduite a également été modifiée, elle est centrale à présent.

### Radical SR3

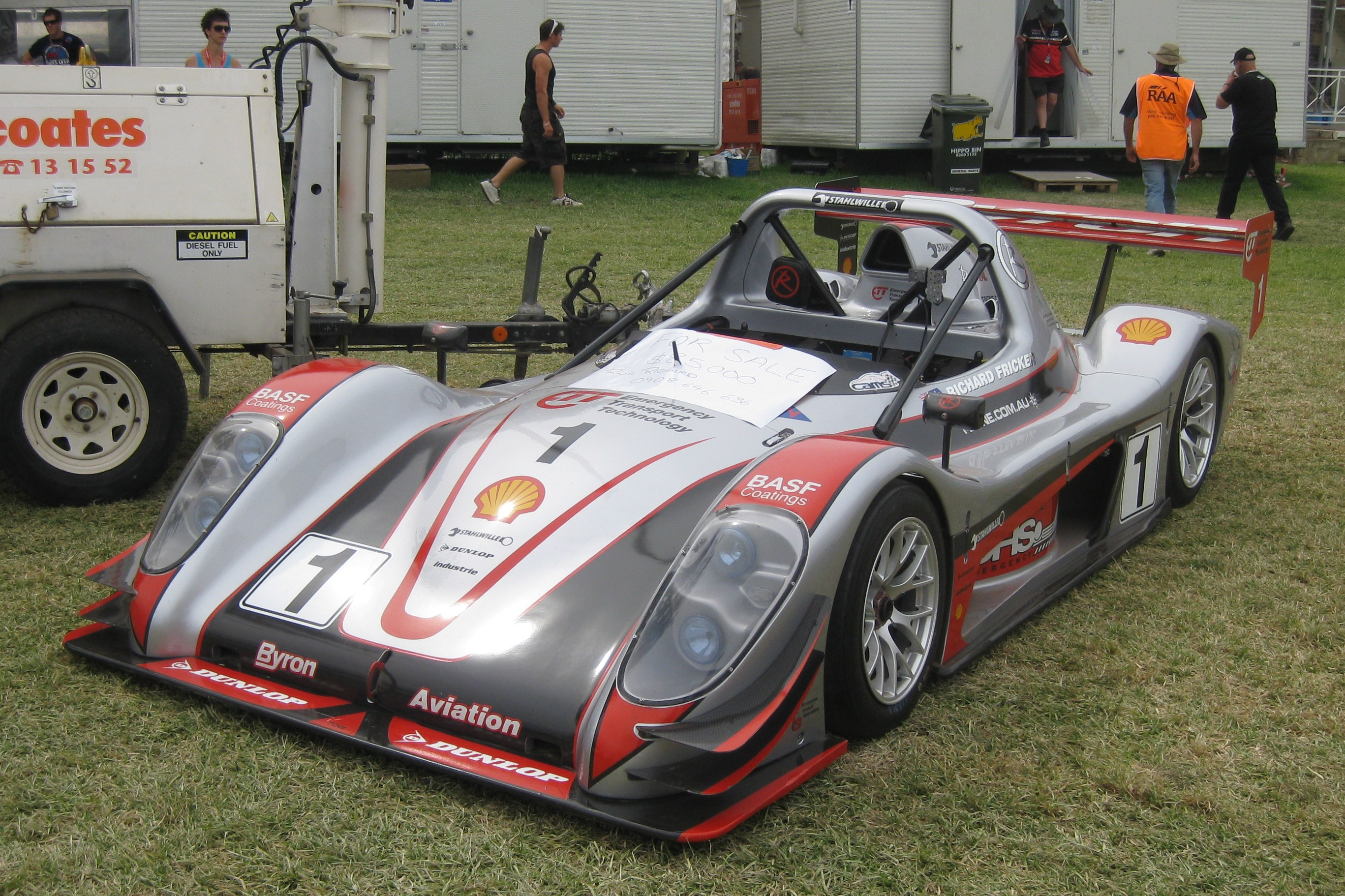
Une Radical SR3.

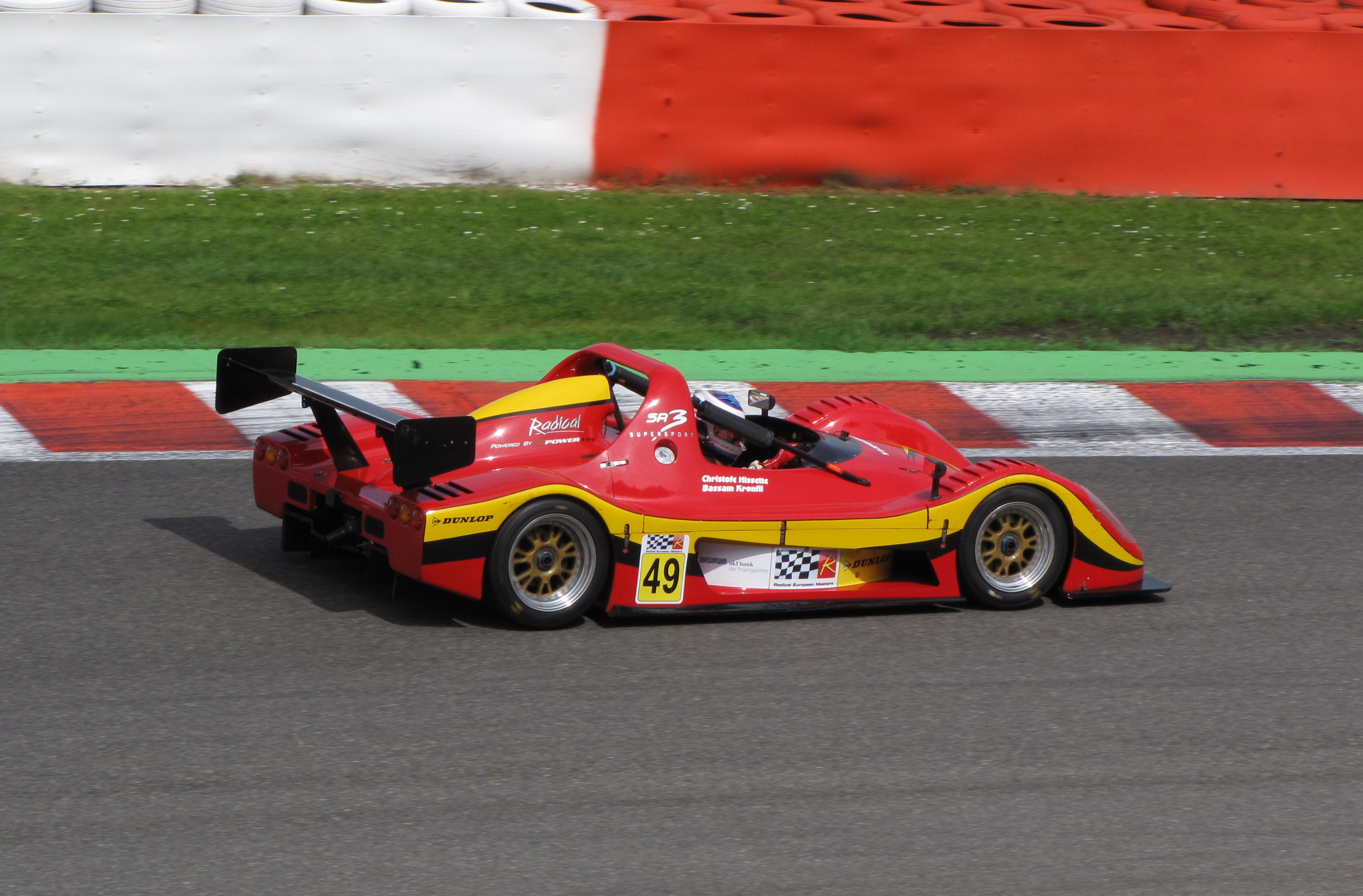
Une SR3 à Spa-Francorchamps en 2009.

Cette biplace a réellement fait connaître la marque anglaise auprès des magazines et du grand public (plus de 900 exemplaires produits depuis 2002). La boîte de vitesses séquentielle a été spécialement développée pour améliorer les performances.

#### SR3 1300
Comme son nom l'indique, celle-ci est motorisée par le moteur Suzuki 1300 (moteur de l'Hayabusa), porté à 205 ch par Powertech. Le poids : 490 kg à sec.

#### SR3 RSX
Toujours produite en 2016, c'est la déclinaison la plus vendue de la SR3, celle que l'on retrouve les plus souvent à arpenter les championnats. Ici, le 1 300 cm3 Suzuki a été porté à 1 500 cm3 afin de gagner en puissance (260 ch) et en couple. Avec son poids de  510 kg à sec elle réalise le 0 à 100 km/h en 3,1 secondes avec une vitesse maximum de 249 km/h.

#### SR3 1500 Turbo
Ici, la SR3 1500 passe à 320 chevaux grâce à l'adjonction d'un turbo. Le poids 510 kg à sec.

#### SR3 SL
La SR3 SL (« SL » pour « Street Legal ») est un modèle homologué pour la route au niveau européen utilisant un moteur turbocompressé Ford EcoBoost de 2 L développant 300 ch. Avec son poids à sec de 775 kg, elle réalise le 0  à   100 km/h en 3,4 secondes avec une vitesse maximum de 260 km/h. Comme les autres SR3, la boîte de vitesses séquentielle à six rapports est commandée par des palettes au volant. Pour tenter d'assurer un peu de confort en usage routier, les deux sièges baquets sont rembourrés.

### Radical SR4
Avec la SR3, c'est la plus populaire des Radical. Cette biplace est la remplaçante de la Clubsport. À la suite de soucis de fiabilité, beaucoup de SR4 ont abandonné le Kawasaki 1200 (190 ch) pour le moteur Suzuki 1300 ou 1500 de sa grande sœur, la SR3.

### Radical SR5
La SR3 ne pouvant plus se battre dans le Championnat VdeV (actuellement dominé par les Norma, Ligier, et autres Juno), Radical a décidé de développer une voiture répondant à la catégorie CN. Cette voiture, toujours en cours de fiabilisation, devrait être la digne héritière de la SR3 (dont la production n'est pas stoppée pour autant).
Son poids à sec : 559 kg (avec le moteur Honda).

### Radical SR8
Cette voiture développée à partir de la SR3 possède un moteur de 2 600 cm3 obtenu en réunissant deux 1 300 cm3 Suzuki. Ce moteur développe une puissance de 380 ch. Sa masse est de 590 kg à vide.
La Radical SR8 détient le record du tour du Nürburgring (sur la Nordschleife, l'ancien Nürburgring, 20,600 km) pour les voitures homologuées « route », record réalisé le 19 août 2009 en 6 min 48 s avec un modèle LM. Elle détenait le précédent record, de 6 min 55 s, depuis le 28 septembre 2005.

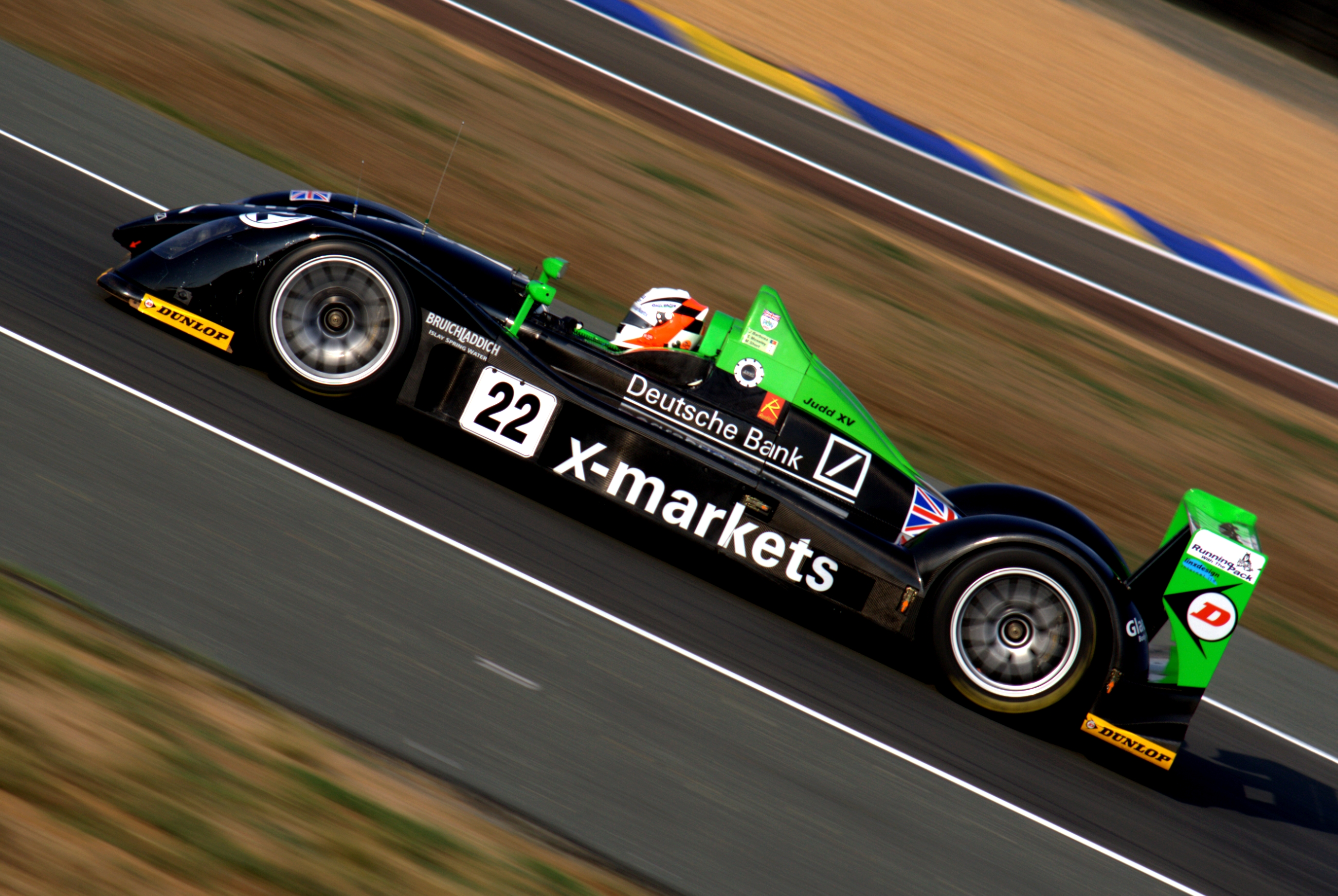
Une Radical SR9 aux 24 Heures du Mans 2006

### Radical SR9
Conçu par Peter Elleray, c'est la voiture la plus aboutie de chez Radical. Destinée à rouler dans le championnat mondial Le Mans Series en LMP2, elle a également participé aux 24 Heures du Mans de 2006 à 2010. Son poids à sec est de 775 kg et son moteur est un Judd de 3,4 L, pour Rollcentre Racing en 2006, et Race Performance en 2010, alors que Team Bruichladdich a utilisé l'AER P07 2.0L Turbo en 2007, 2008 et 2009
L'écurie voisine Greaves Motorsport était considérée comme l'écurie officielle du constructeur de 2006 à 2009 et s'engageait sous le nom de Team Bruichladdich Radical en référence à son sponsor la distillerie Bruichladdich. Tim Greaves, propriétaire de Greaves Motorsport était également actionnaire de Radical et de la distillerie Bruichladdich 

### Radical RXC

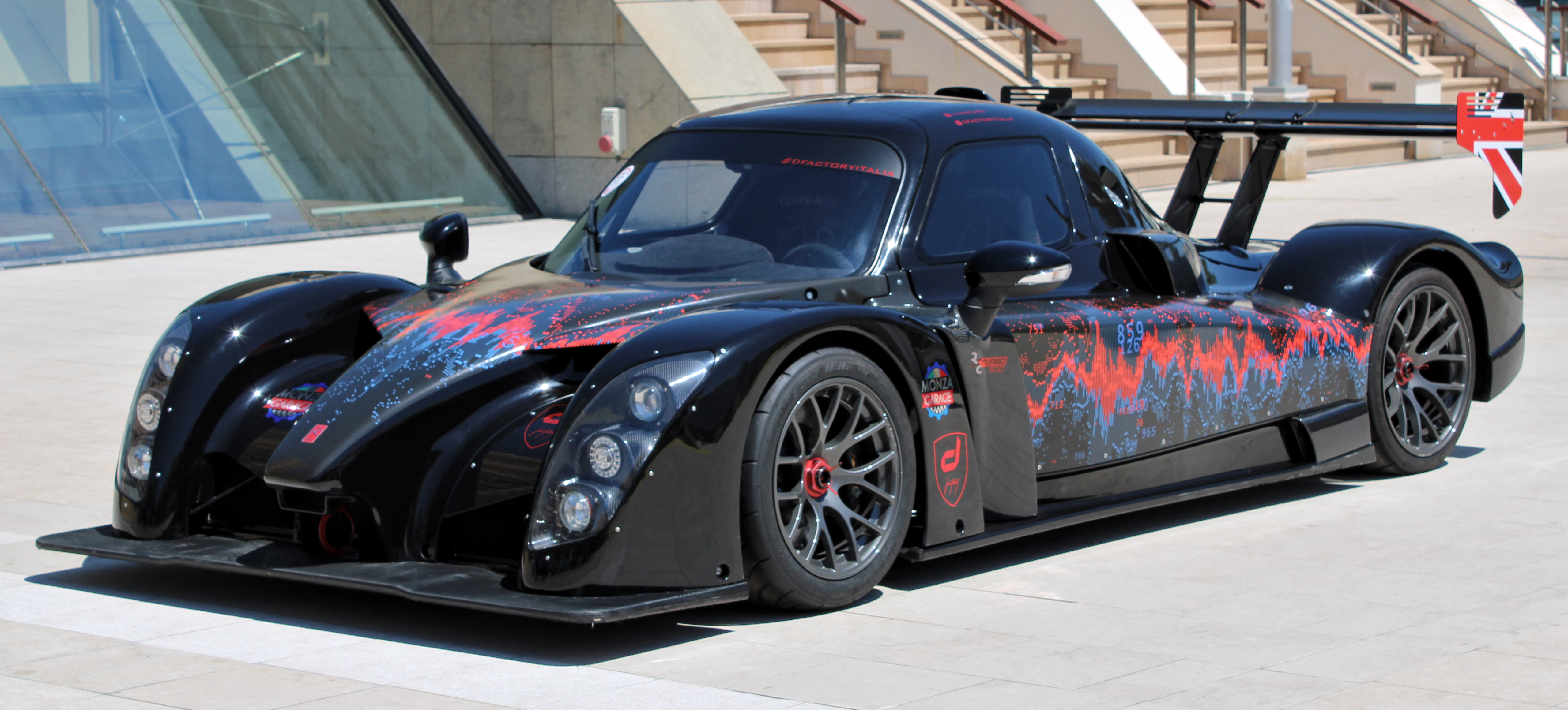
Radical RXC Turbo 500

La Radical RXC est un autre modèle homologué pour la route au niveau européen. Il est livré avec un moteur Ford V6 de 3,7 L ou un quatre-cylindres Ford EcoBoost de 2 L. La RXC existe aussi en Turbo, la RXC Turbo 500, et en Spyder ou en version piste, ces deux dernières étant dotées d'un V8 de 3 litres.

## Jeux vidéo
Sorti en octobre 2007, le jeu Race 07 de Simbin offre, outre le WTCC, d'autres catégories comme les Radical SR3 et SR4. Il propose de nombreux circuits : Brands Hatch, Monza, Valence, Magny-Cours...
La Radical SR8 est disponible sur le simulateur de conduite iRacing disponible sur PC.
La Radical RXC TURBO est disponible dans le jeu de pilotage automobile Forza Horizon 5 sorti en 2021 sur les consoles Microsoft et sur PC
La Radical SR3 SL de 2013 est disponible sur le jeu de conduite gran turismo 7 sortie en 2022.